# Palais doubles
Les Palais doubles ou palais Cemile Sultan et palais Münire Sultan sont deux palais situés au bord du Bosphore, dans le quartier Fındıklı du district de Beyoğlu à Istanbul. Ils sont aussi appelés « Palais Salipazari ».
L'architecte de ces palais, construits entre 1856 et 1859 pour les filles du sultan ottoman Abdülmecid, Cemile Sultan et Münire Sultan, est Garabet Amira Balyan. Les bâtiments sont actuellement utilisés par l'Université des Beaux-Arts Mimar Sinan.

## Palais de Cemile Sultan
Le palais Cemile Sultan est l'un des palais doubles, à proximité de la mosquée Molla Çelebi. La construction du palais a été achevée six mois après le mariage de Cemile Sultan, marié à Mahmut Celaleddin Pacha. Cemile Sultan, qui vivait avec son mari dans le manoir Mısırlı İbrahim Pacha à Emirgan jusqu'à l'achèvement de la construction, a vécu dans ce palais à partir d'avril 1859. Dans la dernière période de sa vie, elle quitta ce palais sur l'avis des médecins et vécut alors à Göztepe puis à Erenköy  .
Après Cemile Sultan, Nazime Sultan, l'une des filles d'Abdulaziz, et son mari Derviş Paşazade Ahmet Pacha ont résidé quelque temps dans ce palais.
Après que le palais Çırağan, qui servait de bâtiment du Parlement, ait été détruit par un incendie en 1910, le palais Cemile Sultan a été acheté aux héritiers du sultan Nazime pour être utilisé comme bâtiment du Parlement ; Il a servi de bâtiment parlementaire entre 1913 et 1920 et a été le théâtre des dernières sessions parlementaires lors de l'effondrement de l'Empire ottoman.
Après la proclamation de la Turquie, certaines affaires de la Cour de l'Indépendance ont été entendues dans ce bâtiment. Le procès au cours duquel les célèbres journalistes de l'époque, Hüseyin Cahit (Yalçın), İkdamcı Ahmet Cevdet et Velid Ebüzziya, furent jugés pour trahison, eut lieu dans ce bâtiment du 15 au 31 décembre 1923 .
À partir de 1926, l’Académie des Beaux-Arts s’installe au Palais Cemile Sultan, mais le palais est détruit par un incendie en 1948. Le palais, reconstruit conformément au projet préparé par Sedat Hakkı Eldem et Mehmet Ali Handan, a commencé à être utilisé comme partie de l'Académie des Beaux-Arts depuis 1953'.
La salle du bâtiment, qui servait autrefois de Chambre des députés du Parlement ottoman et de salle du tribunal de l'indépendance, est aujourd'hui utilisée comme salle de conférence.

## Palais de Munire Sultan
Il a été attribué à Münire Sultan, qui se trouve en direction de Tophane. Après la mort de Münire Sultan, qui n'avait que 18 ans en 1882, le palais fut attribué d'abord à la fille d'Abdulaziz, Saliha Sultan (1862-1941), puis à la sœur d'Abdülmecit, Adile Sultan. Le palais, également connu sous le nom de « Palais Adile Sultan », fut transmis au gendre d'Abdülaziz, Ahmet Zülküf Pacha, après la mort d'Adile Sultan en 1899.
Après la création de la République de Turquie, le bâtiment, qui servait de quartier général du commandement du corps, servit plus tard de faculté de lettres de l'université d'Istanbul et de lycée pour filles Atatürk.
Le bâtiment fut transféré à l'Académie des Beaux-Arts en 1969. Il a été reconstruit et ouvert à l'éducation le 21 novembre 1975.

## Source
1. 1 2 3  « İstanbul.com sitesi, Fındıklı semti tanıtım sayfası, Erişim tarihi:03.09.2011 » [archive du 10 août 2011] (consulté le 3 septembre 2011)
2. 1 2  « Çifte Saraylar » [archive du 11 mai 2013], KentHaber.com (consulté le 19 mars 2011)
3. 1 2 3 4  « Ebru Karakaya, Türk Mimarlığında Sanayi Nefise Mektebi ve Güzel Sanatlar Akademisinin Yeri ve Restorasyon Alanına Katkıları, MSÜ Sosyal Bilimler Enstitüsü Yüksek Lisans Tezi, İstanbul 2006 » [archive du 14 mai 2016] (consulté le 3 septembre 2011)
4. ↑  « Emin Karaca, Eflatun Nuri’nin İşleri, Türkiye Gazeteciler Cemiyeti, Bizim Gazete, 17.05.2008 » [archive du 24 janvier 2012] (consulté le 3 septembre 2011)